# Mentir para vivir
A Mentir para Vivir (Hazudj, hogy élhess) egy 2013-as mexikói telenovella a Televisától. Főszereplői: David Zepeda, Mayrín Villanueva, Altaír Jarabo és Diego Olivera. Magyarországon még nem került bemutatásra.

## Szereposztás
| Színész(nő)         | Szerepnév                                              |
| ------------------- | ------------------------------------------------------ |
| David Zepeda        | Ricardo Sánchez Bretón                                 |
| Mayrín Villanueva   | Oriana Caligaris Vega de Falcón/Inés Valdivia Aresti   |
| Altaír Jarabo       | Raquel Ledesma Muñoz                                   |
| Diego Olivera       | José Luis Falcón/Francico Castro                       |
| Ferdinando Valencia | Alberto "Berto" Torres                                 |
| Cecilia Gabriela    | Lucina González                                        |
| Leticia Perdigón    | Matilde Aresti de Camargo                              |
| Ana Paula Martínez  | Alina Falcón Caligaris/Catalina "Lina" Valdivia Aresti |
| Lourdes Munguía     | Lila Martín ex. de Sánchez                             |
| Nuria Bages         | Fidelia Bretón                                         |
| Juan Carlos Barreto | Rubén Camargo                                          |
| Felipe Nájera       | Padre Mariano Curiel                                   |
| Rosa Maria Bianchi  | Irene Bretón de Sanchéz                                |
| Fabian Robles       | Pierro Verástegui                                      |
| Alberto Agnesi      | Antonio Araujo                                         |
| Mariana Garza       | Maria Jiménez Flores                                   |
| Alejandro Speitzer  | Sebastián Sánchez Bretón / Sebastián Araujo Jimenéz    |
| Manuel Guízar       | Benigno Jiménez Mercado                                |
| Lucas Velásquez     | César Camargo Aresti                                   |
| Geraldine Galván    | Fabiola Camargo Aresti                                 |
| Mariluz Bermúdez    | Marilú Tapia                                           |
| Osvaldo de León     | Leonardo de la Garza                                   |
| Dulce María         | Joaquina "Jaqui" Barragán                              |
| Carla Cardona       | Melissa Hernández                                      |
| Luis Fernando Peña  | Eliseo                                                 |
| German Gutiérrez    | Santos                                                 |
| Ignacio Guadalupe   | Manolo                                                 |
| María Prado         | Elvira                                                 |
| Jose Montini        | Teniente Carmelo Hernández                             |
| Hector Saez         | Dr.                                                    |

## Értékelés
| Dátum           | Epizód száma | Epizód címe                               | Értékelés | Hossz      |
| --------------- | ------------ | ----------------------------------------- | --------- | ---------- |
| June 3, 2013    | 001          | Terrible accidente                        | 18.9      | 48 minutes |
| June 4, 2013    | 002          | Búsqueda de Ricardo                       | 19.0      | 47 minutes |
| June 5, 2013    | 003          | Robo de identidad                         | 18.3      | 47 minutes |
| June 6, 2013    | 004          | Cerca de la heredera                      | 17.8      | 48 minutes |
| June 7, 2013    | 005          | Paloma encuentra a Inés                   | 17.7      | 47 minutes |
| June 10, 2013   | 006          | Recorrido por la fábrica                  | 17.8      | 45 minutes |
| June 11, 2013   | 007          | Tito perdido                              | 18.3      | 45 minutes |
| June 12, 2013   | 008          | Raquel visita a Inés                      | 18.7      | 44 minutes |
| June 13, 2013   | 009          | El pasado de Inés                         | 17.9      | 44 minutes |
| June 14, 2013   | 010          | Cambio en el testamento                   | 16.8      | 44 minutes |
| June 17, 2013   | 011          | Las intenciones de Ricardo                | 16.8      | 44 minutes |
| June 18, 2013   | 012          | Inicio de relación                        | 17.4      | 42 minutes |
| June 19, 2013   | 013          | Inicio de relación                        | 17.3      | 44 minutes |
| June 20, 2013   | 014          | Paloma sufre una embolia                  | 17.0      | 44 minutes |
| June 21, 2013   | 015          | Compromiso                                | 17.0      | 44 minutes |
| June 24, 2013   | 016          | Matilde en su lugar                       | 15.2      | 44 minutes |
| June 25, 2013   | 017          | Formalizar su relación                    | 15.5      | 42 minutes |
| June 26, 2013   | 018          | María desaparece de nuevo                 | 16.2      | 44 minutes |
| June 27, 2013   | 019          | María reacciona agresivamente             | 16.0      | 43 minutes |
| June 28, 2013   | 020          | El dueño de El Descanso                   | 15.9      | 44 minutes |
| July 1, 2013    | 021          | Suite para Fransisco Caso                 | 14.2      | 45 minutes |
| July 2, 2013    | 022          | Berto interesado en Inés                  | 15.2      | 44 minutes |
| July 3, 2013    | 023          | Flores de José Luis                       | 15.4      | 44 minutes |
| July 4, 2013    | 024          | Raquel conoce a José Luis                 | 15.9      | 44 minutes |
| July 5, 2013    | 025          | José Luis espía a Oriana                  | 15.4      | 44 minutes |
| July 8, 2013    | 026          | Alina se lastima                          | 16.1      | 43 minutes |
| July 9, 2013    | 027          | La llamada de José Luis                   | 15.7      | 43 minutes |
| July 10, 2013   | 028          | Pecado carnal                             | 14.7      | 44 minutes |
| July 11, 2013   | 029          | Antonio inconforme                        | 15.2      | 44 minutes |
| July 12, 2013   | 030          | Enemigo en común                          | 15.3      | 44 minutes |
| July 15, 2013   | 031          | Pregunta directa                          | 15.6      | 44 minutes |
| July 16, 2013   | 032          | Oriana confiesa la verdad sobre Francisco | 15.8      | 43 minutes |
| July 17, 2013   | 033          | El cumpleaños de Alina                    | 16.8      | 44 minutes |
| July 18, 2013   | 034          | Amante de José Luis                       | 16.6      | 43 minutes |
| July 19, 2013   | 035          | Rubén advierte a Ricardo                  | 15.5      | 43 minutes |
| July 22, 2013   | 036          | Severa discusión                          | 15.1      | 43 minutes |
| July 23, 2013   | 037          | Recuperar a su familia                    | 16.2      | 44 minutes |
| July 24, 2013   | 038          | Respuesta sorpresiva                      | 15.1      | 44 minutes |
| July 25, 2013   | 039          | Paloma se entera de la verdad             | 16.0      | 43 minutes |
| July 26, 2013   | 040          | Quiere a su nieta de regreso              | 14.8      | 42 minutes |
| July 29, 2013   | 041          | Roban las pistolas                        | 15.0      | 43 minutes |
| July 30, 2013   | 042          | Comienzan los chantajes                   | 14.6      | 43 minutes |
| July 31, 2013   | 043          | Recuperar las pistolas                    | 15.6      | 43 minutes |
| August 1, 2013  | 044          | Oferta tentadora de Paloma                | 15.6      | 44 minutes |
| August 2, 2013  | 045          | Perro pateado                             | 13.8      | 43 minutes |
| August 5, 2013  | 046          | Lucina tiene miedo                        | 14.6      | 43 minutes |
| August 6, 2013  | 047          | Oriana huye con Alina                     | 14.8      | 44 minutes |
| August 7, 2013  | 048          | Fabiola embarazada                        | 15.0      | 42 minutes |
| August 8, 2013  | 049          | La informante                             | 15.6      | 43 minutes |
| August 9, 2013  | 050          | Intento de suicidio                       | 15.2      | 43 minutes |
| August 12, 2013 | 051          | La operación de María                     | 16.4      | 43 minutes |
| August 13, 2013 | 052          | La advertencia de Joaquín                 | 15.6      | 43 minutes |
| August 14, 2013 | 053          | Paloma abre su corazón                    | 15.4      | 43 minutes |
| August 15, 2013 | 054          | El regalo de José Luis                    | 15.2      | 43 minutes |
| August 16, 2013 | 055          | Lucina golpea a Raquel                    | N/A       | 42 minutes |
| August 19, 2013 | 056          | N/A                                       | N/A       |            |
| August 20, 2013 | 057          | N/A                                       | N/A       |            |
| August 21, 2013 | 058          | N/A                                       | N/A       |            |
| August 22, 2013 | 059          | N/A                                       | N/A       |            |
| August 23, 2013 | 060          | N/A                                       | N/A       |            |
| August 26, 2013 | 061          | N/A                                       | N/A       |            |
| August 27, 2013 | 062          | N/A                                       | N/A       |            |
| August 28, 2013 | 063          | N/A                                       | N/A       |            |
| August 29, 2013 | 064          | N/A                                       | N/A       |            |
| August 30, 2013 | 065          | N/A                                       | N/A       |            |

## Nemzetközi bemutató
| Ország   | Hálózat(ok)            | Premier       | Finálé | Cím               | Heti adatok       | Időpont |
| -------- | ---------------------- | ------------- | ------ | ----------------- | ----------------- | ------- |
| Mexikó   | Canal de las Estrellas | June 3, 2013  |        | Mentir Para Vivir | Hétfőtől Péntekig | 19:25   |
| Peru     | America TV             | July 8, 2013  |        | Mentir Para Vivir | Hétfőtől Péntekig | 16:00   |
| Paraguay | Telefuturo             | July 22, 2013 |        | Mentir Para Vivir | Hétfőtől Péntekig | 13:30   |
| Panama   | Telemetro              | July 23, 2013 |        | Mentir Para Vivir | Hétfőtől Péntekig | 15:00   |
| Honduras | Canal 5                | July 30, 2013 |        | Mentir Para Vivir | Hétfőtől Péntekig | 20:00   |